# Szczepan Witkowski
Szczepan Witkowski, född 20 december 1898 i Stryi i Österrike-Ungern i dagens Ukraina och död 29 maj 1937 i Czarni Lwów, Polen i dagens Ukraina, var en polsk vinteridrottare som var aktiv inom längdskidåkning under 1920-talet. Han medverkade vid Olympiska vinterspelen 1924 i längdskidåkning 50 km, han kom på tjugoförsta plats, sist bland de som kom i mål 2 timmar och 40 minuter efter segraren. Han deltog också i det polska laget i militärpatrull som bröt tävlingen.